# Schaplowsee
Der Schaplowsee  ist ein See  im Landkreis Oder-Spree in der Stadt Storkow. Er gehört zum Naturpark Dahme-Heideseen, ist Bestandteil der Groß Schauener Seenkette und ist Teil von Sielmanns Naturlandschaft Groß Schauener Seen.

## Geografie
Der Schaplowsee bildet den nördlichsten Punkt der Seenkette. Im Westen gibt es einen Übergang zum Großen Schauener See. Der Ort Storkow liegt im Nordosten des Sees, von dort kann der Schaplowsee über die Kreisstraße 6745 erreicht werden. Ebenfalls östlich des Sees liegt der Küchensee, zu dem eine Verbindung besteht.

## Tourismus
Als Teil der Groß Schauener Seenkette und des gleichnamigen Naturschutzgebietes bietet sich das umliegende Gebiet des Schaplowsees für Wanderungen und Radtouren an. Im Norden des Sees kann dafür der Schaplower Weg zum Ortsteil Groß Schauen genutzt werden.
Von der Burg Storkow führt der 8,5 Kilometer lange Salzweg vorbei an Philadelphia und Groß Schauen bis zur Groß Schauener Seenkette. Einer der vier Infopunkte dieser Wanderung, die Einblicke in die Thematik Salzwiesen gewähren soll, befindet sich im Nordwesten des Sees an den Marstallwiesen. Die Wiesen sind mit ihrer Binnensalzstelle in das Naturschutzgebiet Groß Schauener Seenkette einbezogen.